# Antonella Riva
Antonella Riva (San Secondo Parmense, 3 settembre 1981) è una mezzofondista italiana, specializzata negli 800 metri piani, che in carriera ha vinto una volta il titolo nazionale assoluto, tre volte quello nazionale universitario e vanta 5 presenze nella Nazionale seniores.

## Biografia

### Gli inizi, le società di militanza e i titoli nazionali universitari
Ha il diploma di perito chimico,laurea in chimica industriale all'università degli studi di Parma e laurea magistrale in Alimentazione e nutrizione umana alla statale di Milano. Inizia a praticare atletica nella società Forti e Liberi del professor Giancarlo Chittolini per poi passare all'atletica Avis Fidenza sotto la guida del professor Maurizio Pratizzoli. Dal 1998 al 2005 gareggia per il Cuscinetto Bologna. Nel triennio 2006-07-08 per la Sai progetto atletica e dal 2009 gareggia per il CUS Parma.  Nel 2010 inizia ad allenarsi con Claudio Guizzardi.
Nel 1999 vince la sua prima medaglia ai campionati italiani giovanili col bronzo sui 400 m juniores; nel 2000 si aggiudica il suo primo ed unico titolo italiano giovanile, vincendo gli 800 m juniores. Stabilisce a Mondovì la miglior prestazione italiana juniores sui 600 m in 1'32"06.
Ottava classificata agli assoluti di Catania nel 2001.
Campionessa nazionale universitaria a Chieti nel 2002, argento sugli 800 m agli italiani promesse; medaglia di bronzo agli assoluti di Viareggio e 15º posto al coperto.
Doppia medaglia d'argento agli italiani promesse indoor su 200 e 400 m; bronzo sugli 800 m agli italiani promesse e due volte quinta classificata nel 2003 agli assoluti indoor-outdoor.
Campionessa nazionale universitaria a Camerino nel 2004 e due volte quinto posto sugli 800 m agli assoluti indoor-outdoor.
Doppia medaglia nel 2005 con il titolo ai campionati nazionali universitari di Catania (quarta sui 400 m) ed il bronzo agli assoluti di Bressanone. Non va oltre la batteria negli 800 m agli assoluti indoor.
Alle Universiadi di Smirne (Turchia) esce in semifinale.

### 2006-2015: l'esordio con la Nazionale seniores, il titolo italiano assoluto e le assenze agli assoluti
Vicecampionessa assoluta al coperto sui 400 m nel 2006 (sugli 800 m si è ritirata in finale) e medaglia d'argento sugli 800 m agli assoluti di Torino.
Durante la stagione al coperto nel 2007, in occasione dell'Incontro internazionale indoor Italia-Finlandia svoltosi a Tampere, esordisce con la Nazionale assoluta e termina seconda nella gara degli 800 m (realizza col tempo di 2'03"74 il suo attuale primato personale sulla distanza al coperto) in seguito partecipa anche alla First League della Coppa Europa di Milano dove contribuisce al secondo posto con la staffetta 4x400 m ed alla promozione-ritorno dell'Italia in Super League.

Alle Universiadi di Bangkok (Thailandia) esce in semifinale e poi al DécaNation francese di Parigi termina al settimo posto. Vicecampionessa italiana assoluta outdoor negli 800 a Padova.
Assente agli assoluti indoor 2008 e si è ritirata dalla finale agli assoluti outdoor.

Invece con la Nazionale seniores gareggia nell'Incontro internazionale indoor Italia-Finlandia ad Ancona finendo seconda sugli 800 m come l'anno prima; prende parte anche alla Coppa Europa indoor in Russia a Mosca finendo sesta con la staffetta mista.
Assente nel 2009 agli assoluti sia indoor che outdoor, anno in cui si è laureata presso la facoltà di Chimica industriale all'Università degli Studi di Parma.
Assente agli assoluti indoor 2010.
Si è laureata campionessa italiana assoluta sugli 800 m (precedendo la plurititolata assoluta Elisabetta Artuso), dopo essere stata due volte di fila vicecampionessa nel biennio 2006-2007 (anche indoor).
Assente agli assoluti indoor-outdoor del 2011.
Nel 2012 è giunta quarta agli assoluti al coperto, mentre all'aperto si è ritirata dalla finale.
Dal 2013 ad oggi è stata assente in tutte le edizioni dei campionati italiani assoluti sia indoor che outdoor; l'ultima gara presente nel suo profilo presente sul sito ufficiale della Federazione Italiana di Atletica Leggera, è quella corsa a Rieti il 29 settembre 2013 in cui è arrivata seconda nella gara degli 800 m col tempo di 2'11"44 ai campionati italiani di società, contribuendo così al 4º posto finale del CUS Parma.

## Record nazionali

### Promesse
- Staffetta svedese club: 2'11"09 ( Macerata, 3 agosto 2000)
(Irene Donè, Valentina Boffelli, Stefania Ballabeni, Antonella Riva)[5]

## Progressione

### 800 metri
| Stagione | Tempo   | Luogo              | Data      | Rank. Mond. |
| -------- | ------- | ------------------ | --------- | ----------- |
| 2013     | 2'11"44 | Rieti              | 29-9-2013 |             |
| 2012     | 2'08"19 | Gavardo            | 27-5-2012 |             |
| 2011     | 2'08"48 | Faenza             | 14-9-2011 |             |
| 2010     | 2'05"13 | Nuoro              | 14-7-2010 |             |
| 2009     | 2'08"21 | Pescara            | 24-5-2009 |             |
| 2008     | 2'03"25 | Milano             | 2-7-2008  |             |
| 2007     | 2'02"74 | Lignano Sabbiadoro | 15-7-2007 |             |
| 2006     | 2'04"62 | Rovereto           | 30-8-2006 |             |
| 2005     | 2'04"15 | Milano             | 1-6-2005  |             |
| 2004     | 2'06"25 | Firenze            | 11-7-2004 |             |
| 2003     | 2'07"12 | Padova             | 6-7-2003  |             |
| 2002     | 2'06"34 | Viareggio          | 20-7-2002 |             |
| 2001     | 2'09"21 | Catania            | 8-7-2001  |             |
| 2000     | 2'08"61 |                    |           |             |
| 1999     | 2'15"05 |                    |           |             |
| 1998     | 2'19"18 |                    |           |             |
| 1997     | 2'24"60 |                    |           |             |

### 800 metri indoor
| Stagione | Tempo   | Luogo   | Data      | Rank. Mond. |
| -------- | ------- | ------- | --------- | ----------- |
| 2012     | 2'08"73 | Ancona  | 26-2-2012 |             |
| 2008     | 2'05"30 | Ancona  | 2-2-2008  |             |
| 2007     | 2'03"74 | Tampere | 4-2-2007  |             |
| 2006     | 2'09"52 | Ancona  | 19-2-2006 |             |
| 2005     | 2'11"09 | Ancona  | 20-2-2005 |             |

## Palmares
| Anno | Manifestazione | Sede    | Evento | Risultato  | Tempo   | Note  |
| ---- | -------------- | ------- | ------ | ---------- | ------- | ----- |
| 2005 | Universiadi    | Smirne  | 800 m  | Semifinale | 2'07"48 | [ 6 ] |
| 2007 | Universiadi    | Bangkok | 800 m  | Semifinale | 2'04"27 | [ 7 ] |
| 2007 | DécaNation     | Parigi  | 800 m  | 7ª         | 2'08"66 | [ 8 ] |

## Campionati nazionali
- 1 volta campionessa assoluta degli 800 m (2010)
- 3 volte campionessa universitaria degli 800 m (2002, 2004, 2005)
- 1 volta campionessa juniores degli 800 m (2000)

1999
- Bronzo ai Campionati italiani juniores e promesse, (Fiuggi), 400 m[1]

2000
- Oro ai Campionati italiani juniores e promesse, (Piovene Rocchette), 800 m[1]

2001
- 8ª ai Campionati italiani assoluti, (Catania), 800 m - 2'09"21 [9]

2002
- 15ª ai Campionati italiani assoluti indoor, (Genova), 800 m - 2'12"04[10]
- Oro ai Campionati nazionali universitari, (Chieti), 800 m -  2'07"83[11]
- Argento ai Campionati italiani juniores e promesse, (Milano), 800 m - 2'06"70[12]
- Bronzo ai Campionati italiani assoluti, (Viareggio), 800 m - 2'06"34 [13]

2003
- Argento ai Campionati italiani allievi-juniores-promesse indoor, (Ancona), 200 m[1]
- Argento ai Campionati italiani allievi-juniores-promesse indoor, (Ancona), 400 m - 55"17[14]
- 5ª ai Campionati italiani assoluti indoor, (Genova), 800 m - 2'11"50[15]
- Bronzo ai Campionati italiani juniores e promesse, (Grosseto), 800 m[1]
- 5ª ai Campionati italiani assoluti, (Rieti), 800 m - 2'07"28[16]

2004
- 5ª ai Campionati italiani assoluti indoor, (Genova), 800 m - 2'09"43[17]
- Oro ai Campionati nazionali universitari, (Camerino), 800 m - 2'10"50[18]
- 5ª ai Campionati italiani assoluti, (Firenze), 800 m - 2'06"25 [19]

2005
- In batteria ai Campionati italiani assoluti indoor, (Ancona), 800 m - 2'11"09 [20]
- 4ª ai Campionati nazionali universitari, (Catania), 400 m - 54"92[21]
- Oro ai Campionati nazionali universitari, (Catania), 800 m - 2'09"93[22]
- Bronzo ai Campionati italiani assoluti, (Bressanone), 800 m - 2'05"21[23]

2006
- Argento ai Campionati italiani assoluti indoor, (Ancona), 400 m - 54"72[24]
- In finale ai Campionati italiani assoluti indoor, (Ancona), 800 m - r[25]
- Argento ai Campionati italiani assoluti, (Torino), 800 m - 2'06"57[26]

2007
- Argento ai Campionati italiani assoluti indoor, (Ancona), 800 m - 2'05"27[27]
- Argento ai Campionati italiani assoluti, (Padova), 800 m - 2'03"29[28]

2008
- In finale ai Campionati italiani assoluti, (Cagliari), 800 m - r[29]

2010
- Oro ai Campionati italiani assoluti, (Grosseto), 800 m - 2'06"96[30]

2012
- 4ª ai Campionati italiani assoluti indoor, (Ancona), 800 m - 2'08"73 [31]
- In finale ai Campionati italiani assoluti, (Bressanone), 800 m - r[32]

## Altre competizioni internazionali
2005
- 5ª nell'Incontro internazionale Francia-Russia-Italia,  Grosseto), 800 m - 2'06"32[33]
- Bronzo nella Notturna di Milano, ( Milano), 800 m - 2'04"15[16]

2006
- 6ª nella Coppa dei Campioni per club, ( Valencia), 800 m - 2'05"70[34]

2007
- Argento nell'Incontro internazionale indoor Italia-Finlandia, ( Tampere), 800 m - 2"03"74 [8]
- 4ª nella Coppa dei Campioni per club, ( Albufeira), 800 m - 2'05"97[35]
- Argento nella First League della Coppa Europa, ( Milano), 4x400 m - 3'31"07[8]

2008
- Argento nell'Incontro internazionale indoor Italia-Finlandia, ( Ancona), 800 m - 2'05"30[36]
- 6ª nella Coppa Europa indoor, ( Mosca), 800+600+400+200 m - 4'56"44[36]
- 6ª nella Coppa dei Campioni per club, ( Vila Real de Santo António), 800 m - 2'06"61[37]